# Leiopelma hochstetteri
Leiopelma hochstetteri är en primitiv grodart från Nya Zeeland som tillhör släktet Leiopelma och familjen stjärtmuskelgrodor.

## Beskrivning
Arten är en liten, men kraftigt byggd groda, som vanligtvis är brunaktig, även om den också kan vara grönaktig. Hanen, som har bredare och mer muskulösa framben än honan, kan bli upp till 38 mm lång, honan 47 mm. Huden är försedd med vårtliknande körtlar som avsöndrar ett irriterande sekret som skydd mot fiender. Bakfötterna är delvis simhudsförsedda. Som alla arter i familjen saknar den trumhinna och struphuvud, och kan endast frambringa svaga, kväkande ljud.

## Utbredning
Arten finns på ett flertal lokaler på norra delen av Nya Zeelands nordö.

## Ekologi
Arten är den enda nyzeeländska groda som åtminstone delvis lever i vatten. Den föredrar skuggiga vattendrag och deras omgivning, gärna i urskog. Den går upp till omkring 800 meters höjd. Arten är nattaktiv, och tillbringar dagen gömd under stenar och grenar eller i fuktiga klippskrevor.

### Fortplantning
Parningen sker på land i fuktiga områden, eller i grunt vatten. Under amplexus omfamnar hanen honan strax framför höfterna. Till skillnad från övriga arter i släktet kläcks äggen till grodyngel, som beger sig till vatten efter kläckningen. Någon föräldravård av avkomman tycks inte heller förekomma. Könsmognad uppnås vid 3 till 4 års ålder.

## Status
Leiopelma hamiltoni har tidigare klassificerat som sårbar ("VU") av IUCN. Även om arten fortsätter att minska, har dess situation förbättrats och den har därför (2015) uppgraderats till livskraftig ("LC"). Det tidigare farhågorna om att svampsjukdomen chytridiomycos skulle bli ett hot för arten har ännu ej uppfyllts.